# ブライトン・ミラクル
『ブライトン・ミラクル』（The Brighton Miracle）は、ラグビーワールドカップ2015でラグビー日本代表が南アフリカ代表を事前の予想を覆して破った番狂わせまでの道のりを、マックス・マニックスが脚本・監督した2019年のオーストラリア映画。関係者（本人）へのインタビューによるドキュメンタリーと、俳優による再現ドラマで構成している。ヘッドコーチのエディー・ジョーンズをテムエラ・モリソンが、主将のリーチマイケルをラサラス・ラティエールが演じている。

## 公開
オーストラリアで2019年10月31日に公開。
日本では、2019年9月11日にプレミアム試写会が行われた。ワールドカップ2019開幕前日の9月19日からAmazon Prime Video、Google Play、Apple TVなどで配信され、さらにイベントでの公開などを経て、10月29日から劇場公開された。

## あらすじ
ラグビーワールドカップ1995でニュージーランドに17-145で歴史的な大敗をし、直近2011年のワールドカップでも1勝もできなかったラグビー日本代表。そこにエディー・ジョーンズがヘッドコーチに就任した。
エディー・ジョーンズと、新たにキャプテンを任されたリーチマイケルを軸に、ワールドカップ2015の南アフリカ戦までの4年間を描く。ハードな練習はもちろん、出自、家族、組織改革、メディア評価など、彼らの苦悩や闘いは山積していた。
やがて、ワールドカップに2度優勝した強豪・南アフリカに勝利した、スポーツ史上最大の番狂わせの一つ「ブライトンの奇跡」（ラグビーワールドカップ2015日本対南アフリカ）へとつながる。

## キャスト
再現ドラマ部分
- テムエラ・モリソン - エディ・ジョーンズ
- ラサラス・ラテュエール - リーチマイケル
- すみれ - リーチ知美（リーチマイケルの妻）
- 工藤夕貴 - ネリー・ジョーンズ（エディー・ジョーンズの母）
- 泉原豊 - 五郎丸歩

ドキュメンタリー部分（本人インタビュー）
- エディ・ジョーンズ
- リーチマイケル
- 廣瀬俊朗
- 五郎丸歩

## エピソード
- 監督・脚本のマックス・マニックスは、2015年4月から8月までエディー・ジョーンズのもとでラグビー日本代表のスポット（短期の）ディフェンススキルコーチを担当した[4][8][9][10]。
- 当初は2019年1月クランクインの予定だったが頓挫。5月からの撮影開始、9月公開となった[4][5]。